# Miguel Coronatto Paz
Miguel Coronatto Paz fue un director de cine y guionista de radio, cine y televisión que nació en Argentina alrededor de 1904 y falleció el 7 de octubre de 1990.

## Juventud
Cursó sus estudios secundarios en el Colegio Nacional Mariano Moreno, en la ciudad de Buenos Aires. Fueron compañeros de estudios Leoncio Luis Fernández y Alfonso Roque Albanese, con quienes cultivaría una amistad de toda una vida. Los tres prepararon juntos el ingreso a la Carrera de Medicina, en la Universidad de Buenos Aires, en 1924, pero Coronato Paz no pudo conseguir el dinero para rendir el examen de ingreso. Sus dos amigos ingresaron. El lo pudo hacer algunos años más tarde, pero abandonó.   

## Actividad profesional
Fue un prolífico guionista de radio, cine y televisión, así como autor de piezas teatrales. En cine dirigió, con su propio guion, los filmes El cabo Rivero (1938), Los apuros de Claudina (1938) y Una noche en El Relámpago (1950). En la radio fue autor de programas cómicos de gran éxito como Felipe, desde 1944, protagonizado por Luis Sandrini, y El Relámpago, donde actuaban, entre otros actores, Tincho Zabala, Juan Laborde y Guido Gorgatti. En televisión fue guionista, entre otros programas, de la versión de Felipe para ese medio, en 1960 y de La revista de Dringue (1967). 
Entre sus obras teatrales se pueden citar Buenos Aires, me copás, A la Boca con cariño y Mónica perdió un complejo. Sobre esta última obra comentó el diario La Prensa en su edición del 21 de mayo de 1949 que "hay un éxito de risa en la comedia" y que el autor emplea "elementos nobles y consigue una producción honesta". En 1987 publicó su libro de cuentos Cuando los dioses sonríen. Además, en colaboración con Chas de Cruz escribió la letra del tango humorístico Ceferino al que Francisco Lomuto puso música, destinada a un programa radial de Enrique Muiño.
Falleció el 7 de octubre de 1990. Le sobrevivió su esposa Anny Rosenberg.